# Atgharia
Atgharia è un sottodistretto (upazila) del Bangladesh situato nel distretto di Pabna, divisione di Rajshahi. Si estende su una superficie di 186,15 km² e conta una popolazione di 124.454 abitanti (dato censimento 1991).